# Softbol nos Jogos Olímpicos de Verão de 2020
O torneio de softbol nos Jogos Olímpicos de Verão de 2020 foi disputado entre 21 e 27 de julho de 2021 no Fukushima Azuma Baseball Stadium, em Fukushima, e no Yokohama Stadium, em Yokohama. Estava originalmente programado para ocorrer em 2020, porém em 24 de março daquele ano as Olimpíadas foram adiadas para 2021 devido à pandemia da COVID-19.
O softbol, juntamente com o beisebol foi um dos cinco esportes adicionados ao programa olímpico apenas para Tóquio 2020, não retornando em 2024. Foi a primeira aparição do esporte desde os Jogos Olímpicos de 2008.
Seis equipes se classificaram para o torneio, com as donas da casa japonesas obtendo a medalha de ouro após vencerem os Estados Unidos na final por 2–0. O bronze ficou com as canadenses após vitória sobre o México por 3–2, sendo a primeira medalha do Canadá na modalidade. A partida de abertura entre Austrália e Japão foi o primeiro evento em disputa nos Jogos de Tóquio, no que foi a primeira vez desde 1996 que o evento inaugural não foi uma partida de futebol.

## Qualificação
Seis equipes se qualificaram para os Jogos, incluindo o Japão que obteve uma vaga automática por ser o país sede. A equipe dos Estados Unidos se qualificou ao ser campeã do Campeonato Mundial de 2018. As quatro vagas restantes foram distribuídas por três torneios qualificatórios: uma vaga para um torneio entre Europa/África, outra para um torneio entre Ásia/Oceania, e as duas vagas restantes sendo distribuídas para o torneio das Américas. Itália, Austrália, Canadá e México conquistaram as vagas, respectivamente.
| Método                                   | Data                               | Local   | Vagas | Classificado    |
| ---------------------------------------- | ---------------------------------- | ------- | ----- | --------------- |
| País-sede                                | —                                  | —       | 1     | Japão           |
| Campeonato Mundial de 2018               | 2–12 de agosto de 2018             | Chiba   | 1     | Estados Unidos  |
| Torneio de Qualificação da África/Europa | 23–27 de julho de 2019             | Utrecht | 1     | Itália          |
| Torneio de Qualificação das Américas     | 25 de agosto–1 de setembro de 2021 | Surrey  | 2     | Canadá · México |
| Torneio de Qualificação da Ásia/Oceania  | 22–26 de junho de 2021             | Xangai  | 1     | Austrália       |
| TOTAL                                    |                                    |         | 6     |                 |

## Calendário
O torneio de softbol foi disputado apenas por mulheres (os homens disputaram o beisebol) ao longo de seis dias, com as disputas por medalhas ocorrendo em 27 de julho de 2021.
| G | Fase de grupos | B | Disputa pelo bronze | F | Final |

| Qua 21 jul | Qui 22 jul | Sex 23 jul | Sáb 24 jul | Dom 25 jul | Seg 26 jul | Ter 27 jul | Ter 27 jul |
| ---------- | ---------- | ---------- | ---------- | ---------- | ---------- | ---------- | ---------- |
| G          | G          |            | G          | G          | G          | B          | F          |

## Medalhistas
|  | JPN Japão |  | USA Estados Unidos |  | CAN Canadá |
|  | Yamato Fujita Yukiko Ueno Nozomi Goto Yukiyo Mine Nayu Kiyohara Haruka Agatsuma Yuka Ichiguchi Yu Yamamoto Hitomi Kawabata Mana Atsumi Minori Naito Saki Yamazaki Nodoka Harada Sayaka Mori Eri Yamada |  | Monica Abbott Rachel Garcia Cat Osterman Aubree Munro Amanda Chidester Dejah Mulipola Ali Aguilar Ally Carda Kelsey Stewart Valerie Arioto Delaney Spaulding Haylie McCleney Janie Reed Michelle Moultrie Bubba Nickles |  | Danielle Lawrie Sara Groenewegen Jenna Caira Lauren Bay-Regula Natalie Wideman Kaleigh Rafter Kelsey Harshman Joey Lye Jennifer Salling Janet Leung Emma Entzminger Erika Polidori Victoria Hayward Jennifer Gilbert Larissa Franklin |

## Formato da competição
O torneio de softbol teve uma fase inicial entre as seis equipes, em que cada uma enfrentou todas as outras adversárias em um grupo único, para um total de 15 jogos. Ao final dessa fase, as duas primeiras colocadas na classificação avançaram para a disputa da medalha de ouro, enquanto as duas subsequentes para a disputa pela medalha de bronze, totalizando 17 jogos.

## Fase inicial
O calendário revisado foi anunciado em 17 de julho de 2020 após o adiamento das Olimpíadas por conta da pandemia de COVID-19.
Todas as partidas seguem o fuso horário local (UTC+9).
|  | Equipes classificadas à final             |
|  | Equipes classificadas à disputa do bronze |

### Grupo único
| Pos. | Equipe         | P | V | D | CF | CC | PCT   |
| ---- | -------------- | - | - | - | -- | -- | ----- |
| 1    | Estados Unidos | 5 | 5 | 0 | 9  | 2  | 1.000 |
| 2    | Japão          | 5 | 4 | 1 | 18 | 5  | .800  |
| 3    | Canadá         | 5 | 3 | 2 | 19 | 4  | .600  |
| 4    | México         | 5 | 2 | 3 | 11 | 10 | .400  |
| 5    | Austrália      | 5 | 1 | 4 | 5  | 21 | .200  |
| 6    | Itália         | 5 | 0 | 5 | 1  | 21 | .000  |

| Equipe    | 1 | 2 | 3 | 4 | 5 | 6 | 7 | R | H | E |
| --------- | - | - | - | - | - | - | - | - | - | - |
| Austrália | 1 | 0 | 0 | 0 | 0 | X | X | 1 | 2 | 2 |
| Japão (5) | 1 | 0 | 2 | 3 | 2 | X | X | 8 | 6 | 0 |

V: Yukiko Ueno (1–0)  D: Kaia Parnaby (0–1)  
HRs:  JPN – Minori Naito (1), Yamato Fujita (1), Yu Yamamoto (1)
| Equipe         | 1 | 2 | 3 | 4 | 5 | 6 | 7 | R | H | E |
| -------------- | - | - | - | - | - | - | - | - | - | - |
| Itália         | 0 | 0 | 0 | 0 | 0 | 0 | 0 | 0 | 1 | 2 |
| Estados Unidos | 0 | 0 | 0 | 1 | 1 | 0 | X | 2 | 5 | 0 |

V: Cat Osterman (1–0)  D: Greta Cecchetti (0–1)  S: Monica Abbott (1)  

| Equipe | 1 | 2 | 3 | 4 | 5 | 6 | 7 | R | H | E |
| ------ | - | - | - | - | - | - | - | - | - | - |
| México | 0 | 0 | 0 | 0 | 0 | X | X | 0 | 2 | 0 |
| Canadá | 2 | 0 | 1 | 1 | 0 | 0 | X | 4 | 9 | 0 |

V: Sara Groenewegen (1–0)  D: Dallas Escobedo (0–1)  S: Danielle Lawrie (1)  
HRs:  CAN – Jennifer Salling (1)
| Equipe         | 1 | 2 | 3 | 4 | 5 | 6 | 7 | R | H | E |
| -------------- | - | - | - | - | - | - | - | - | - | - |
| Estados Unidos | 0 | 0 | 0 | 0 | 1 | 0 | 0 | 1 | 7 | 1 |
| Canadá         | 0 | 0 | 0 | 0 | 0 | 0 | 0 | 0 | 1 | 1 |

V: Monica Abbott (1–0)  D: Jenna Caira (0–1)  

| Equipe    | 1 | 2 | 3 | 4 | 5 | 6 | 7 | 8 | R | H | E |
| --------- | - | - | - | - | - | - | - | - | - | - | - |
| México    | 0 | 0 | 0 | 0 | 1 | 0 | 1 | 0 | 2 | 6 | 0 |
| Japão (8) | 0 | 1 | 0 | 0 | 1 | 0 | 0 | 1 | 3 | 5 | 0 |

V: Nozomi Goto (1–0)  D: Danielle O'Toole (0–1)  
HRs:  MEX – Anissa Urtez (1)  JPN – Yamato Fujita (2)
| Equipe    | 1 | 2 | 3 | 4 | 5 | 6 | 7 | R | H | E |
| --------- | - | - | - | - | - | - | - | - | - | - |
| Itália    | 0 | 0 | 0 | 0 | 0 | 0 | 0 | 0 | 4 | 0 |
| Austrália | 0 | 1 | 0 | 0 | 0 | 0 | X | 1 | 4 | 0 |

V: Kaia Parnaby (1–1)  D: Greta Cecchetti (0–2)  S: Ellen Roberts (1)  

| Equipe    | 1 | 2 | 3 | 4 | 5 | 6 | 7 | R | H | E |
| --------- | - | - | - | - | - | - | - | - | - | - |
| Austrália | 1 | 0 | 0 | 0 | 0 | 0 | 0 | 1 | 6 | 2 |
| Canadá    | 3 | 3 | 0 | 1 | 0 | 0 | X | 7 | 8 | 0 |

V: Jenna Caira (1–1)  D: Ellen Roberts (0–1)  

| Equipe         | 1 | 2 | 3 | 4 | 5 | 6 | 7 | R | H | E |
| -------------- | - | - | - | - | - | - | - | - | - | - |
| Estados Unidos | 0 | 0 | 2 | 0 | 0 | 0 | 0 | 2 | 6 | 1 |
| México         | 0 | 0 | 0 | 0 | 0 | 0 | 0 | 0 | 1 | 3 |

V: Cat Osterman (2–0)  D: Dallas Escobedo (0–2)  S: Monica Abbott (2)  

| Equipe | 1 | 2 | 3 | 4 | 5 | 6 | 7 | R | H | E |
| ------ | - | - | - | - | - | - | - | - | - | - |
| Japão  | 0 | 0 | 0 | 2 | 0 | 3 | 0 | 5 | 6 | 0 |
| Itália | 0 | 0 | 0 | 0 | 0 | 0 | 0 | 0 | 3 | 0 |

V: Nozomi Goto (2–0)  D: Alexia Lacatena (0–1)  
HRs:  JPN – Yu Yamamoto (2), Yamato Fujita (3)
| Equipe             | 1 | 2 | 3 | 4 | 5 | 6 | 7 | 8 | R | H | E |
| ------------------ | - | - | - | - | - | - | - | - | - | - | - |
| Austrália          | 0 | 0 | 0 | 0 | 0 | 0 | 0 | 1 | 1 | 3 | 0 |
| Estados Unidos (8) | 0 | 0 | 0 | 0 | 0 | 0 | 0 | 2 | 2 | 5 | 0 |

V: Monica Abbott (2–0)  D: Tarni Stepto (0–1)  

| Equipe    | 1 | 2 | 3 | 4 | 5 | 6 | 7 | 8 | R | H | E |
| --------- | - | - | - | - | - | - | - | - | - | - | - |
| Canadá    | 0 | 0 | 0 | 0 | 0 | 0 | 0 | 0 | 0 | 4 | 1 |
| Japão (8) | 0 | 0 | 0 | 0 | 0 | 0 | 0 | 1 | 1 | 6 | 0 |

V: Nozomi Goto (3–0)  D: Danielle Lawrie (0–1)  

| Equipe | 1 | 2 | 3 | 4 | 5 | 6 | 7 | R | H | E |
| ------ | - | - | - | - | - | - | - | - | - | - |
| Itália | 0 | 0 | 0 | 0 | 0 | 0 | 0 | 0 | 1 | 0 |
| México | 0 | 1 | 1 | 0 | 3 | 0 | X | 5 | 9 | 0 |

V: Dallas Escobedo (1–2)  D: Greta Cecchetti (0–3)  
HRs:  MEX – Sydney Romero (1), Anissa Urtez (2), Brittany Cervantes (1)
| Equipe         | 1 | 2 | 3 | 4 | 5 | 6 | 7 | R | H | E |
| -------------- | - | - | - | - | - | - | - | - | - | - |
| Japão          | 1 | 0 | 0 | 0 | 0 | 0 | 0 | 1 | 4 | 0 |
| Estados Unidos | 0 | 0 | 0 | 0 | 0 | 1 | 1 | 2 | 4 | 1 |

V: Monica Abbott (3–0)  D: Yamato Fujita (0–1)  
HRs:  USA – Kelsey Stewart (1)
| Equipe     | 1 | 2 | 3 | 4 | 5 | 6 | 7 | R | H | E |
| ---------- | - | - | - | - | - | - | - | - | - | - |
| Canadá (6) | 0 | 1 | 1 | 0 | 3 | 3 | X | 8 | 7 | 1 |
| Itália     | 0 | 0 | 1 | 0 | 0 | 0 | X | 1 | 4 | 1 |

V: Lauren Bay-Regula (1–0)  D: Greta Cecchetti (0–4)  
HRs:  CAN – Jennifer Gilbert (1)
| Equipe    | 1 | 2 | 3 | 4 | 5 | 6 | 7 | R | H  | E |
| --------- | - | - | - | - | - | - | - | - | -- | - |
| México    | 0 | 2 | 0 | 2 | 0 | 0 | 0 | 4 | 11 | 0 |
| Austrália | 0 | 0 | 0 | 0 | 0 | 1 | 0 | 1 | 5  | 0 |

V: Dallas Escobedo (2–2)  D: Kaia Parnaby (1–2)  
HRs:  AUS – Jade Wall (1)

## Fase final

### Disputa pelo bronze
| Equipe | 1 | 2 | 3 | 4 | 5 | 6 | 7 | R | H | E |
| ------ | - | - | - | - | - | - | - | - | - | - |
| México | 0 | 0 | 1 | 0 | 1 | 0 | 0 | 2 | 7 | 1 |
| Canadá | 0 | 2 | 0 | 0 | 1 | 0 | X | 3 | 6 | 0 |

V: Danielle Lawrie (1–1)  D: Danielle O'Toole (0–2)  

### Final
| Equipe         | 1 | 2 | 3 | 4 | 5 | 6 | 7 | R | H | E |
| -------------- | - | - | - | - | - | - | - | - | - | - |
| Japão          | 0 | 0 | 0 | 1 | 1 | 0 | 0 | 2 | 8 | 0 |
| Estados Unidos | 0 | 0 | 0 | 0 | 0 | 0 | 0 | 0 | 3 | 0 |

V: Yukiko Ueno (2–0)  D: Ally Carda (0–1)  

## Classificação final
| Pos.              | Seleção        |
| ----------------- | -------------- |
| Medalha de ouro   | Japão          |
| Medalha de prata  | Estados Unidos |
| Medalha de bronze | Canadá         |
| 4                 | México         |
| 5                 | Austrália      |
| 6                 | Itália         |